# 迪罗克站
迪罗克站（法語：Duroc）是巴黎地鐵的車站。迪罗克站是巴黎地鐵10號線和巴黎地鐵13號線的交匯車站，位於巴黎六區、 巴黎七區、巴黎十五區的交界處，得名于纪念热罗·克里斯托夫·米歇尔·迪罗克将军的迪罗克路。迪罗克站開業於1923年12月30日。

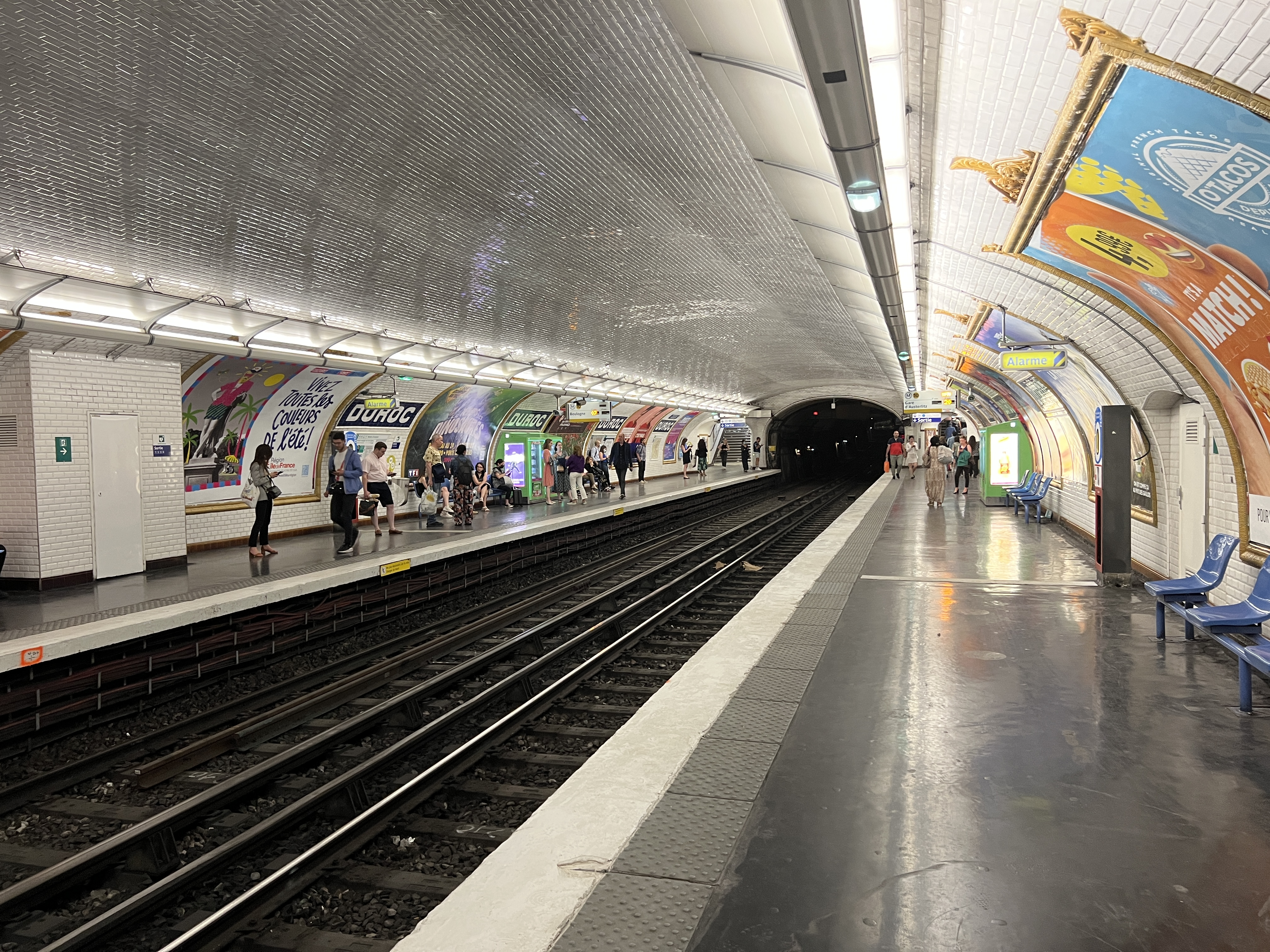
10號線月台（2022年7月）

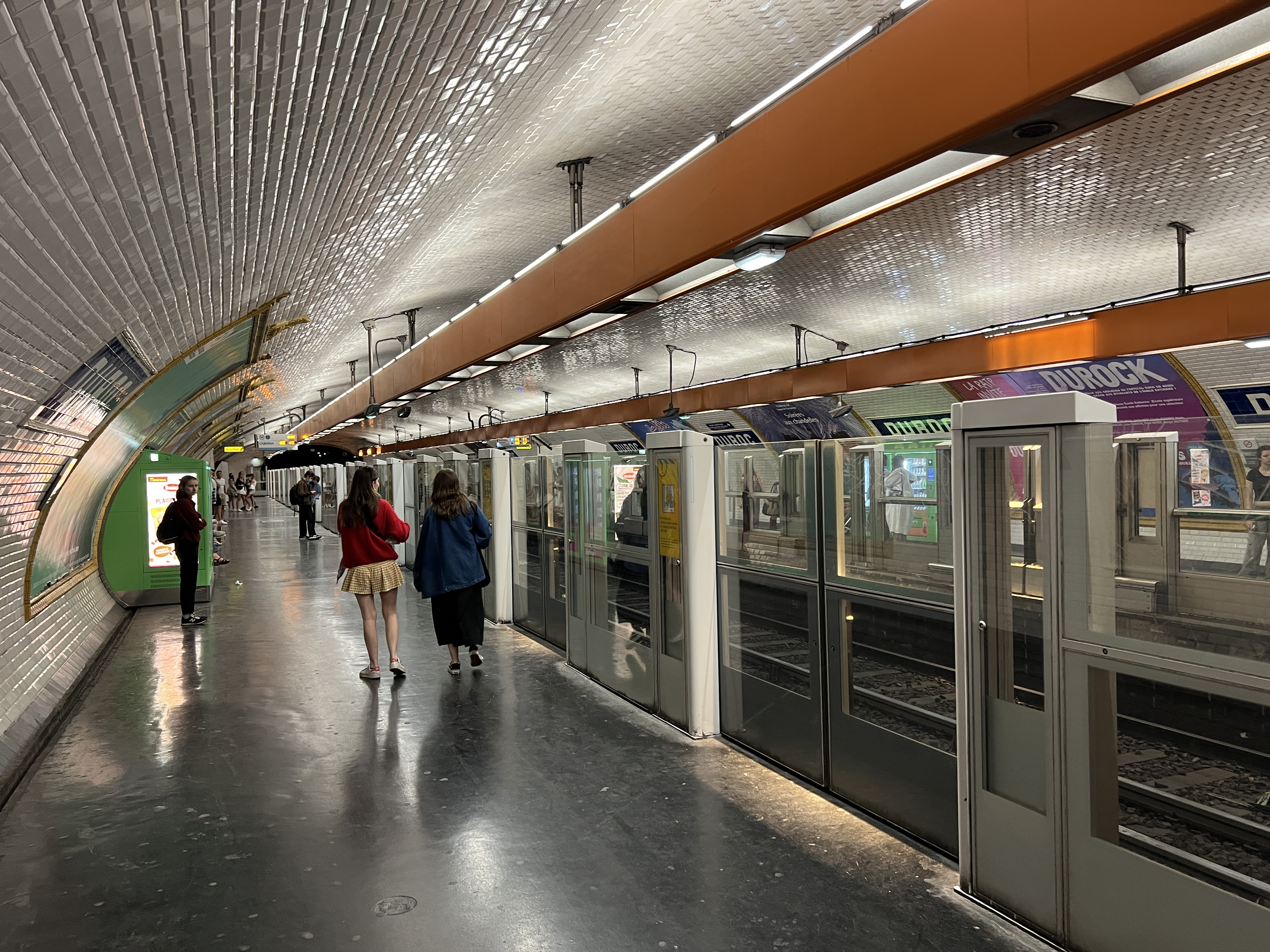
13號線月台（2022年7月）

## 車站結構
| G  | 街道層             | 出入口                                    |
| B1 | 夾層               | 閘機                                      |
| B2 | 側式月台，右側開門 | 側式月台，右側開門                        |
| B2 | 北行               | 往莱库尔蒂耶/聖但尼大學（聖方濟各沙勿略） |
| B2 | 南行               | 往沙蒂永-蒙魯日（蒙帕纳斯-比安弗尼）      |
| B2 | 側式月台，右側開門 |                                           |
| B3 | 側式月台，右側開門 | 側式月台，右側開門                        |
| B3 | 西行               | 往布洛涅-聖克盧橋（塞居爾）               |
| B3 | 東行               | 往奧斯特里茨站（瓦諾）                    |
| B3 | 側式月台，右側開門 |                                           |